# Sozialistische Einheitspartei Westberlins
Sozialistische Einheitspartei Westberlins (Vestberlins socialistiske enhedsparti, SEW) eller SED Westberlin var et kommunistparti i Vestberlin, som blev finansieret af DDR's kommunistparti Sozialistische Einheitspartei Deutschlands, som det uforbeholdent støttede.
Partiet opnåede aldrig at blive repræsenteret i Berlins parlament. Det opnåede sit bedste valg i 1954, da det fik 2,7 % af stemmerne. Ved det sidste valg under den kolde krig, i 1989, var opslutningen dalet til blot 0,6 %.
Til trods for en marginal støtte kunne partiet opretholde et stort partiapparat, på grund af støtten fra SED i DDR. Partiet blev opløst i begyndelsen af 1993. Enkelte af medlemmerne gik over til Partei des Demokratischen Sozialismus.